# Henri Cain
Pour les articles homonymes, voir Cain (homonymie).
Eugène Henri Cain est un dramaturge et librettiste français, également romancier, peintre et graveur, né le 11 octobre 1857 à Paris, ville où il est mort dans le 16e arrondissement le 21 novembre 1937. Il fut notamment un collaborateur régulier du compositeur Jules Massenet.

## Biographie
Henri Cain était le fils du sculpteur animalier Auguste Cain (1822-1894), et le frère du peintre et écrivain, Georges Cain (1853-1919), qui fut de 1897 à 1914 conservateur du musée Carnavalet à Paris. Élève de Jean-Paul Laurens et d'Édouard Detaille, il finit, comme son frère Georges, par délaisser la peinture au profit de l'écriture.

## Livrets

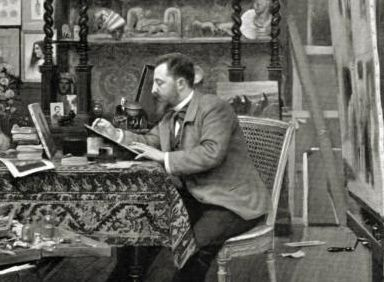
Henri Cain à son bureau en 1899

- La Vivandière, opéra-comique en 3 actes de Benjamin Godard, 1895
- Jacques Callot, drame en 5 actes et 6 tableaux écrit avec Eugène Adenis et Édouard Adenis, Théâtre de la Porte-Saint-Martin, 14 septembre 1896
- Sapho, pièce lyrique en 5 actes de Jules Massenet, d’après Alphonse Daudet, écrite avec Arthur Bernède, 1897
- Cendrillon, conte de fées en 4 actes et 6 tableaux de Jules Massenet, d'après Charles Perrault, 1898
- La Navarraise, épisode lyrique en 2 actes de Jules Massenet, d'après La Cigarette de Jules Claretie, écrit avec Jules Claretie, 1894
- Le Juif polonais, opéra de Camille Erlanger, d'après Erckmann-Chatrian, écrit avec Pierre-Barthélemy Gheusi, 1900
- Une aventure de la Guimard, ballet-pantomime d'André Messager, 1900
- Maedeli, opéra de Gustave Doret, écrit avec Daniel Baud-Bovy, 1901
- La Flamenca, drame musical en 4 actes de Lucien Lambert, écrit avec Édouard Adenis, 1903
- La Cabrera, opéra de Gabriel Dupont, 1903
- Cigale, divertissement-ballet en 2 actes, de Jules Massenet, 1903
- Chérubin, comédie chantée en 3 actes de Jules Massenet, écrite avec Francis de Croisset, 1905
- Les Pécheurs de Saint-Jean, opéra de Charles-Marie Widor, 1905
- Les Armaillis, opéra de Gustave Doret, écrit avec Daniel Baud-Bovy, 1906
- La Belle au bois dormant, féerie lyrique en vers de Francis Thomé, écrite avec Jean Richepin, 1907
- Le Chevalier d'Éon, opéra comique en 4 actes de Rodolphe Berger, écrit avec Armand Silvestre, 1908
- Quo vadis ?, opéra de Jean Nouguès, d'après le roman de Henryk Sienkiewicz, 1909
- Bacchus triomphant, opéra de Camille Erlanger, 1909
- Marcella, opéra en trois actes d'Umberto Giordano, écrit avec Édouard Adenis et Lorenzo Stecchetti, 1909
- Don Quichotte, opéra de Jules Massenet, d'après Le Chevalier de la longue figure de Jacques Le Lorrain, 1910
- La Glu, drame musical populaire en 4 actes et 5 tableaux de Gabriel Dupont, écrit avec Jean Richepin, 1910
- Roma, opéra tragique en cinq actes de Jules Massenet, d'après Rome vaincue de Dominique-Alexandre Parodi, 1912

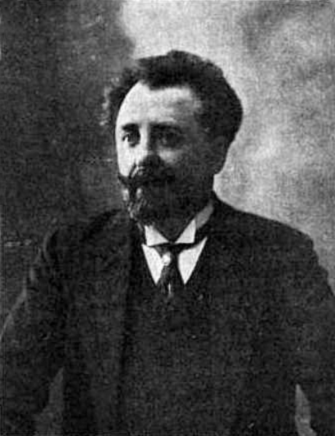
Henri Caïn par Henri Manuel, 1907

- Henri Caïn par Henri Manuel, 1907Le Nain du Hasli, opéra de Gustave Doret, écrit avec Daniel Baud-Bovy, 1912
- La Danseuse de Pompéi, opéra-ballet en 5 actes et 8 tableaux de Jean Nouguès, d'après le roman de Jean Bertheroy, écrit avec Henry Ferrare, 1912
- Sangre y sole, drame lyrique en 3 actes de Alexandre Georges, écrit avec Maria Star, 1912
- L'Aigle, épopée lyrique en 3 parties et 10 tableaux de Jean Nouguès, écrit avec Louis Payen, 1912
- Kaatje, poème lyrique en trois actes de Henri Cain, d'après la pièce de Paul Spaak, musique Victor Buffin, 1913
- Carmosine, conte romanesque en 4 actes de Louis Payen et Henri Cain, d'après Boccace et Musset, musique Henry Février, 1913
- Cléopâtre, drame passionnel en 4 actes, de Jules Massenet, écrit avec Louis Payen, 1914
- Cachaprès, drame lyrique en 2 actes et 5 tableaux de Francis Casadesus, d'après le roman Un mâle de Camille Lemonnier, écrit avec Camille Lemonnier, 1914
- Hansli-le-Bossu, conte de la Vieille-Alsace, ballet en 2 actes de Jean Gallon et Noël Gallon, écrit avec Édouard Adenis, 1918
- Gismonda, drame lyrique en 3 actes et 4 tableaux de Henry Février, d'après Victorien Sardou, écrit avec Louis Payen, 1919
- Thyl Uylenspiegel, drame lyrique en 3 actes et 4 tableaux de Jean Blockx, écrit avec Lucien Solvay, 1920
- La Mégère apprivoisée, comédie lyrique en 4 actes d'après Shakespeare, musique Charles Silver, écrit avec Édouard Adenis,1921
- Le Chat botté, opéra-comique en 9 tableaux de Claude Terrasse, écrit avec Édouard Adenis, 1921
- Plus que reine, drame lyrique en 4 actes et 6 tableaux de Marcel Bertrand, d'après Émile Bergerat, 1929
- Le Secret de Polichinelle, comédie musicale en 3 actes, de Félix Fourdrain, d'après la pièce de Pierre Wolff, 1922
- Cyrano de Bergerac, opéra en 4 actes de Franco Alfano, 1936
- Quatre-vingt-treize, épopée lyrique en 4 actes et 5 tableaux de Charles Silver, d'après Victor Hugo, 1936
- L'Aiglon, d'Arthur Honegger et Jacques Ibert, d'après Edmond Rostand, 1937

## Théâtre

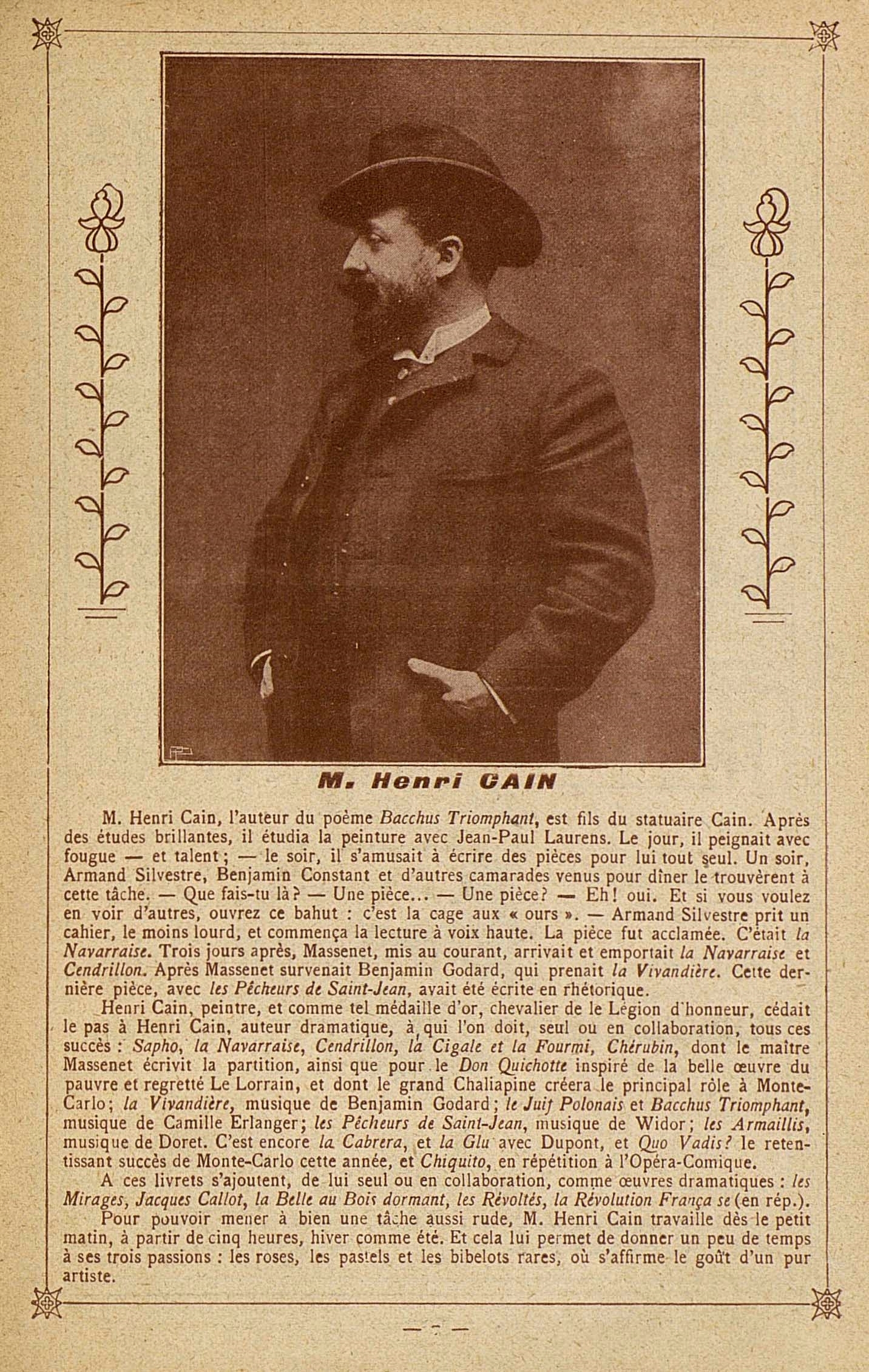
Note biographique en 1909

- Jacques Callot, drame écrit avec Édouard Adenis, 1896
- La Troupe Joli-cœur, comédie musicale, écrite avec Arthur Coquard, 1902
- La Citoyenne Cotillon, comédie dramatique écrite avec Ernest Daudet, musique de scène de Charles Cuvillier, 1903
- La Belle au bois dormant, féerie lyrique en vers, écrite avec Jean Richepin, 1908
- Agnès, dame galante, comédie en vers, écrite avec Louis Payen, 1912
- Les Grognards, pièce écrite avec G. Lenotre, 1921
- Les Mirages, pièce écrite avec Arthur Bernède
- L'Enlisement
- Endymion
- Frétillon
- Madame Pierre
- Le Tourbillon
- Peau d'âne
- Monsieur de Boursoufle
- Chiquito
- L'Aube
- La Légende du Point d'Argentan

## Romans
- Reine-Lumière, roman illustré par les photographies du film, 1922.
- Rosette Floréal, 1928
- Les Chevaliers de la reine, 1928
- Le Roman de Lucile Gerson, 1929
- Une conspiration contre Bonaparte, 1929
- Le Mystère d'un tragique enlèvement, 1930
- Crime de courtisan, 1930
- La Florentine, avec Édouard Adenis, 1933
- Mlle Risque-Tout
- Vidocq
- Mandrin
- Un Roman d'amour de l'Empereur
- La Générale Tambour
- Roger Bontemps

## Peintures

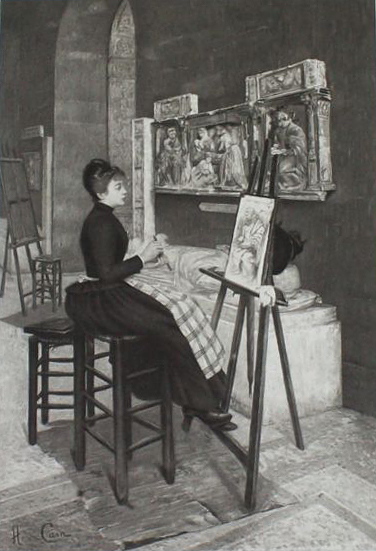
Au Louvre, peinture d'Henri Cain, 1893

- L'Arrestation du comte de Sombreuil
- Le Viatique dans les champs
- Les Chanteurs des rues
- Le Réveil des bergers
- La Marche à l'étoile
- La Crèche
- La Fête du patron
- L'Or triomphant
- Saint Georges et le monstre
- Emma Calvé (portrait)
- Henri d'Orléans, duc d'Aumale (portrait), 1893, musée Condé, Chantilly[2]
- Léon Carvalho (portrait)
- Auguste Cain (portrait)
- Benjamin Godard (portrait)

## Cinéma
Henri Cain a réalisé en 1909 Mireille, un court métrage d'après Mireille de Frédéric Mistral et interprété par Roger Karl.